# Gutsbezirk Degenershausen

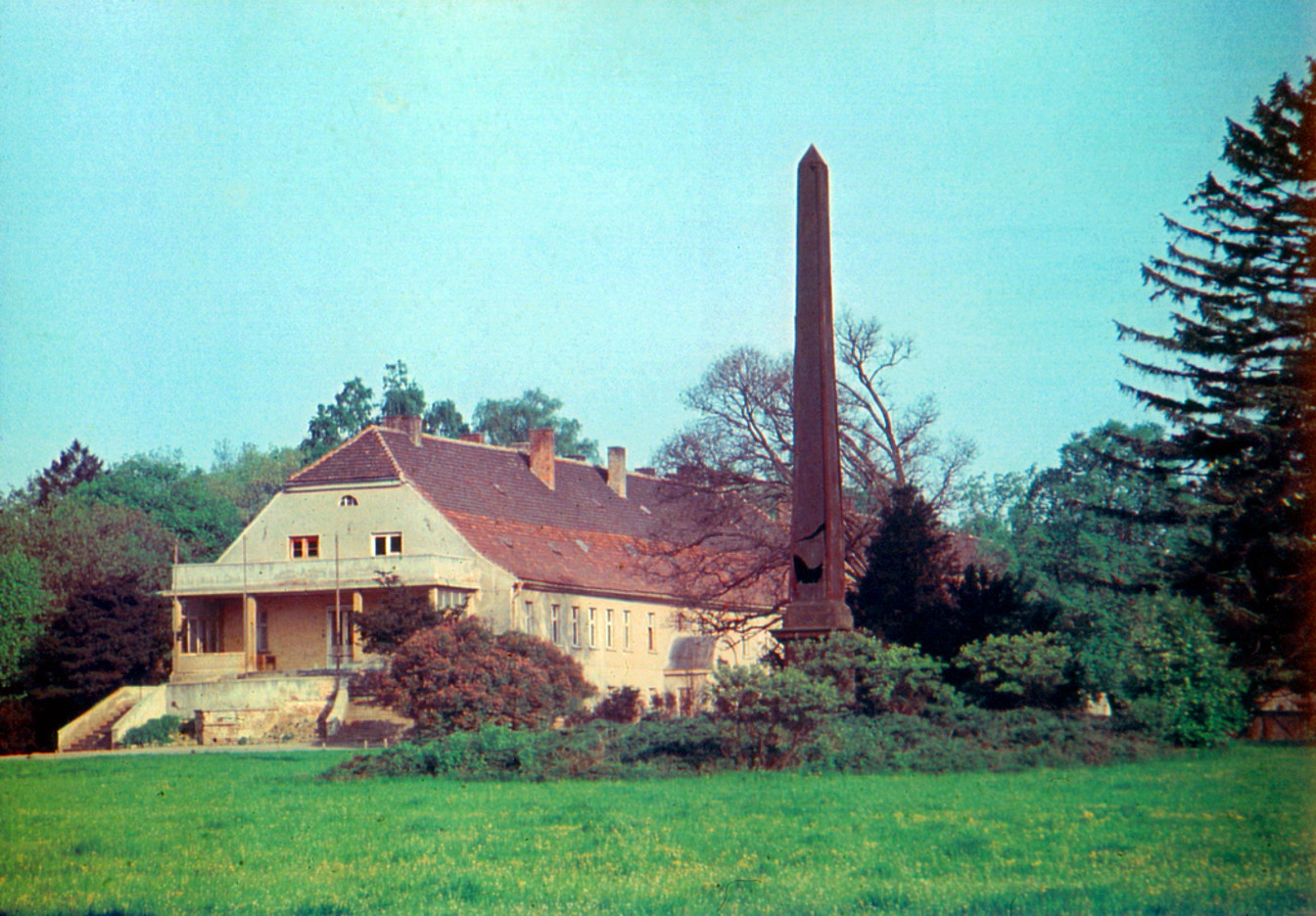
Herrenhaus Degenershausen mit dem originalen Obelisk

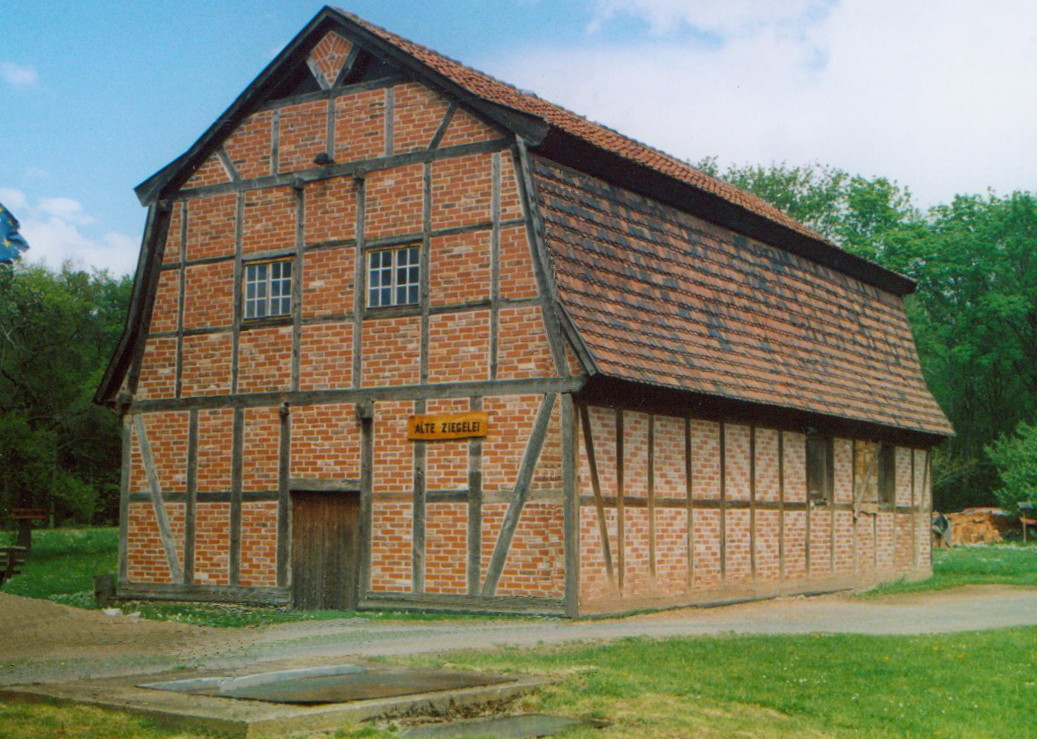
Alte Ziegelei Degenershausen nach ihrer Restaurierung

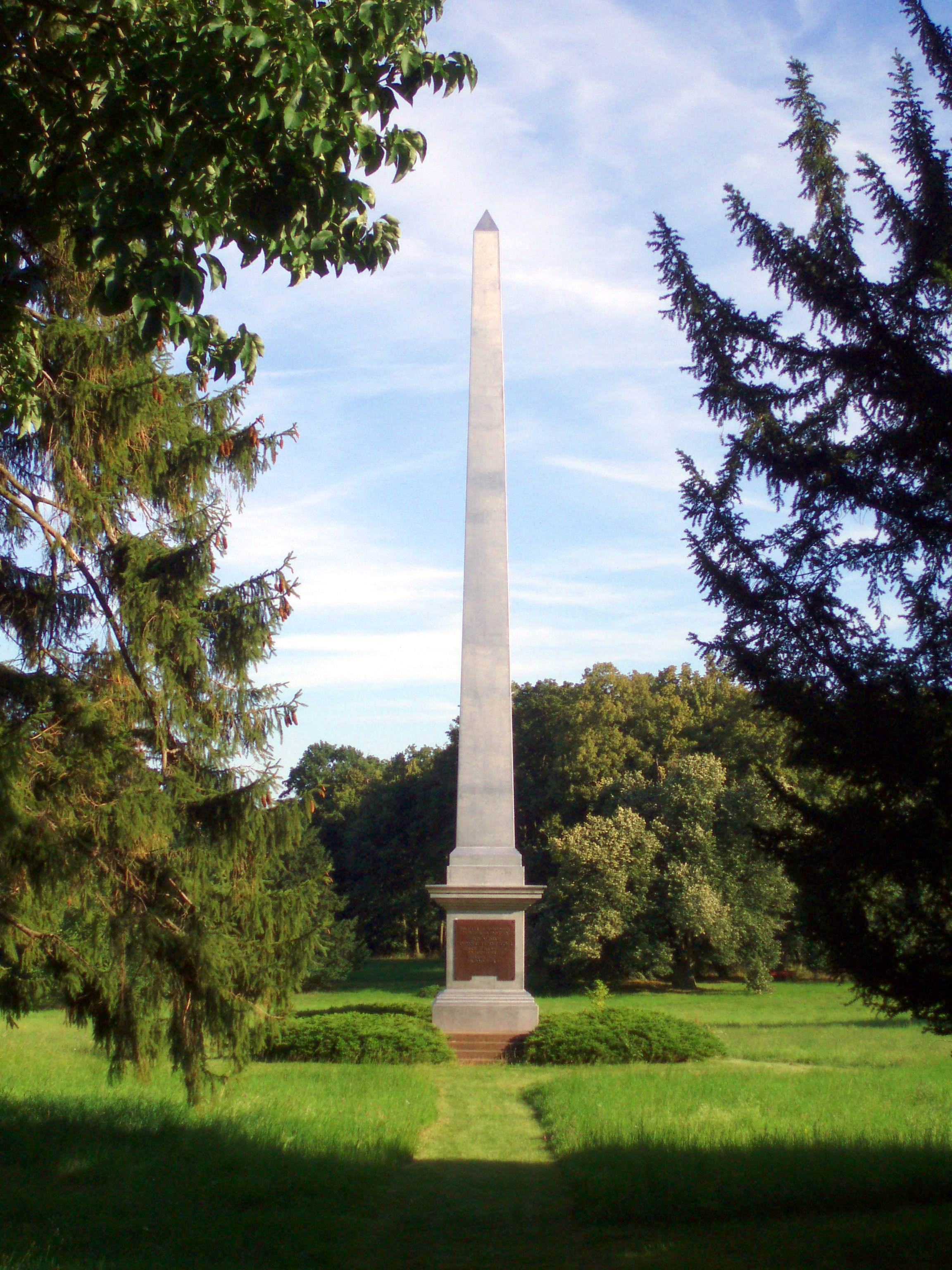
Obelisk von 1993

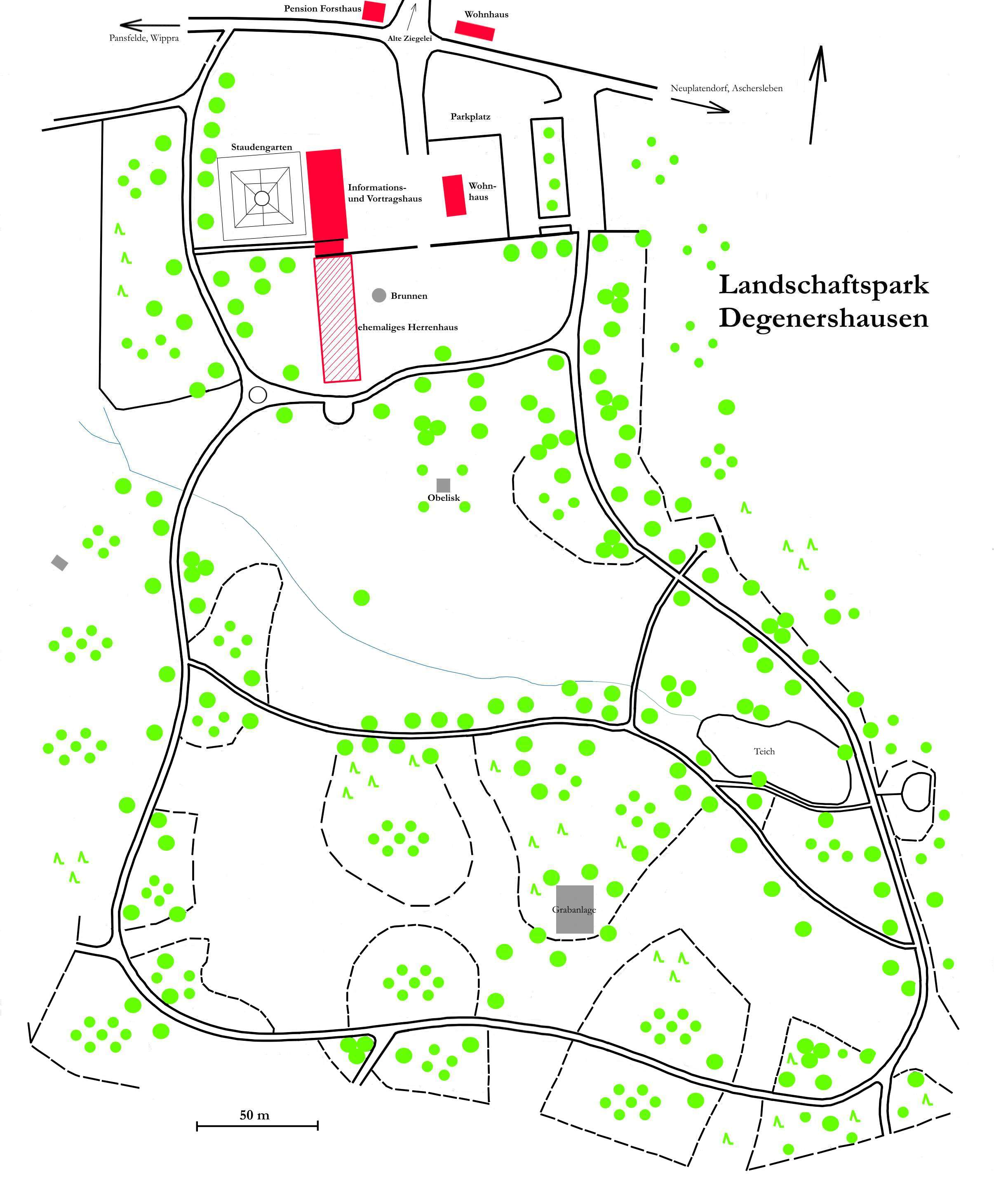
Plan des Landschaftsparkes

Der Gutsbezirk Degenershausen ist ein Landschaftspark und ehemaliger Gutsbezirk nahe Wieserode im sachsen-anhaltischen Landkreis Harz.

## Geographische Lage
Degenershausen liegt im Unterharz im Naturpark Harz. Es befindet sich im Südostteil des Landkreises Harz 2,1 km westlich des Falkensteiner Ortsteils Wieserode an der vom Falkensteiner Weiler Gartenhaus zum Falkensteiner Ortsteil Neuplatendorf führenden Kreisstraße 1344 auf etwa 325 m ü. NHN.
Der Landschaftspark Degenershausen ist als Nr. 202 in das System der Stempelstellen der Harzer Wandernadel einbezogen.

## Geschichte
Der Gutsbezirk Degenershausen wurde 1872 entsprechend der preußischen Kreisordnung von 1872 zum selbstständigen Gutsbezirk und damit einem Rittergut gleichgestellt. 1928 wurde der Gutsbezirk durch Gesetz vom 27. Dezember 1927 aufgelöst, an den privatrechtlichen Besitzungen änderte dies nichts. Das vormals juristisch als Ort eigenständige Gut gehörte danach zur Gemeinde Wieserode, jetzt Ortsteil von Falkenstein, Landkreis Harz in Sachsen-Anhalt.
Ursprünglich gehörte das Gebiet des späteren Gutsbezirks Degenershausen dem preußischen Fiskus, das von der Oberförsterei Friedrichshohenberg bei Ermsleben verwaltet wurde. Als Nachwirkung der napoleonischen Besetzung waren die preußischen Finanzen stark zerrüttet. Aus diesem Grunde wurden einige Gebiete versteigert, die für die Krone unrentabel waren. Dazu gehörte das Forstrevier Friedrichshohenberg. Der Amtsrat Johann Christian Degener (1775–1854) erwarb 1834 das Forstrevier von der Königlich-Preußischen Regierung in Merseburg. Weitere Flächen wurden noch dazugekauft. In der Folgezeit wurden Wohn- und Wirtschaftsgebäude errichtet. Eine Ziegelei wurde 1836/37 an dem Weg nach Meißdorf errichtet. Sie wurde 1914 geschlossen. Im Jahr 1841 bekam der Besitz den Namen Degenershausen mit Forstrevier Friedrichshohenberg. Degeners Tochter Amalie (1813–1843) heiratete 1833 den Königlich-Preußischen Kammerherrn Hans Constantin Freiherr von Bodenhausen (1799–1862). Der Ehe entsprangen sieben Kinder. Johann Christian Degener verfügte testamentarisch unter anderem, dass aus diesem Besitz ein Familienfideikommiss gebildet wird, dessen Erbe zum Namen Bodenhausen den Zusatz ‚Degener‘ tragen muss. Eine weitere Forderung war die Errichtung eines Denkmals nahe dem Wohnhaus. Realisiert wurde die letzte Forderung als gusseiserner Obelisk durch die Herzoglich Bernburgische Eisenhütte 1860 (abgerissen 1968, neu errichtet 1993). Die Inschrift am Obelisk lautet:
„Dem Stifter des Fideikommisses Degenershausen und Rüben Herrn Amtsrath Johann Christian Degener geb. zu Braunschweig den 28. September 1775 gest. zu Leipzig den 22. November 1834“.
Der erste Erbe als Fideikommissherr war der Enkel Hans Heinrich Freiherr von Bodenhausen-Degener (1839–1912), Mitglied des Preußischen Herrenhauses. Er heiratete 1865 in Bridgeport-Connecticut Frances Brooke (1838–1903) geborene Livingston-Butler. Der Ehe entsprangen zwei Kinder, Tochter Eleonore (1867–1941) und als Besitzer des Gutes in direkter Erbfolge ihr Sohn Eberhard Freiherr von Bodenhausen-Degener (1868–1918), seines Zeichens Direktor der Friedrich Krupp AG und mit Dorothea Gräfin Degenfels-Schonburg (1877–1969) liiert. Dieser Ehe entsprangen drei Kinder, Karin (1898–1920), Freiherr Hans Wilke (1901–1937) und Julie (1902–1951).
Gäste in Degenershausen in dieser Zeit waren unter anderen Rudolf Borchardt, Henry van de Velde, Rudolf Alexander Schröder, Harry Graf Kessler, Hugo von Hofmannsthal, Rudolf Pannwitz. 
Um 1890 beinhaltete der Gutsbezirk Degenershausen 970 ha.
In den Jahren 1912 bis 1914 wurde der Park auf 54 Morgen erweitert, das Forsthaus und das Doppelwohnhaus neu errichtet. Erbe wurde der genannte Hans Wilke Freiherr von Bodenhausen-Degener, der später in Ostafrika starb. Er heiratete 1925 auf Schloss Ralswiek Anga Gräfin von Douglas (1900–1976). Der Ehe entsprang die Tochter Reinhild (1932), die später in Hamburg lebte. Anga Freifrau von Bodenhausen war die Enkeltochter des Hugo Sholto Oskar Georg von Douglas.
Die Familiengrabanlage im Park wurde 1920 von dem Architekten und Schriftsteller Rudolf Alexander Schröder entworfen und unter seiner Aufsicht angelegt. In der Zeit bis 1926 wurde der zum Gutshaus heute noch bestehende Landschaftspark angelegt. 1922 gehörte zu Degenershausen ebenso das 282 ha Rittergut Meineweh, verpachtet an die Zuckerfabrik Körbisdorf, gleichfalls das Rittergut Thierbach, 246 ha ausweisend.
Im Jahr 1919 wurden die Familienfideikommisse in Deutschland per Gesetz aufgehoben. Die eigentliche Umgliederung, teils in Schutzforsten und Stiftungen, verliefen sich allgemein bis in die Mitte der 1930er Jahre. 1928 fiel das ehemalige Fideikommissgut Degenershausen laut Erbvertrag an den Landrat Kraft von Bodenhausen auf Schloss Burgkemnitz. Dieser stattete alle seine Söhne mit Rittergüter aus und schenkte Degenershausen 1938 seinem Sohn Hauptmann d. R. Bodo Eberhard Freiherr von Bodenhausen (1916–1944). Dieser besaß auch das alte Gut Helpt in Mecklenburg.
Am 3. September 1945 wurde das Gut enteignet. Nach Kriegsende wurden Heimatvertriebene im Gutshaus einquartiert, danach war es zeitweise Erholungsheim für Verfolgte des Naziregimes und dann Kinderheim. Im Jahr 1953 wurde im Gutshaus eine Zentralschule für die umliegenden Dörfer eingerichtet, die später in eine Polytechnische Oberschule umgewandelt wurde, die bis 1972 bestand. Danach stand das Haus leer und verfiel zunehmend, bis es trotz Denkmalschutzes abgerissen wurde. Von den Wirtschaftsgebäuden des Gutes ist noch eine Scheune erhalten, die heute als Besucherzentrum für den Landschaftspark genutzt wird.